# Oscar 1960
A 32ª cerimônia de entrega dos Academy Awards (ou Oscars 1960), apresentada pela Academia de Artes e Ciências Cinematográficas, premiou os melhores atores, técnicos e filmes de 1959 no dia 4 de abril de 1960, em Hollywood, e teve  como mestre de cerimônias Bob Hope.
O drama Ben-Hur foi premiado na categoria de melhor filme.

## Indicados e vencedores
| Melhor Filme - Ben-Hur - Anatomy of a Murder - Room at the Top - The Diary of Anne Frank - The Nun's Story | Melhor Diretor - William Wyler – Ben-Hur - Jack Clayton – Room at the Top - Billy Wilder – Some Like It Hot - George Stevens – The Diary of Anne Frank - Fred Zinnemann – The Nun's Story                                                                  |
| Melhor Ator/Actor (Principal) - Charlton Heston – Ben-Hur - Laurence Harvey – Room at the Top - Jack Lemmon – Some Like It Hot - Paul Muni – The Last Angry Man - James Stewart – Anatomy of a Murder                              | Melhor Atriz/Actriz (Principal) - Simone Signoret – Room at the Top - Doris Day – Pillow Talk - Audrey Hepburn – The Nun's Story - Katharine Hepburn – Suddenly, Last Summer - Elizabeth Taylor – Suddenly, Last Summer                                    |
| Melhor Ator/Actor Coadjuvante/Secundário - Hugh Griffith – Ben-Hur - Arthur O'Connell – Anatomy of a Murder - George C. Scott – Anatomy of a Murder - Robert Vaughn – The Young Philadelphians - Ed Wynn – The Diary of Anne Frank | Melhor Atriz/Actriz Coadjuvante/Secundária - Shelley Winters – The Diary of Anne Frank - Hermione Baddeley – Room at the Top - Susan Kohner – Imitation of Life - Juanita Moore – Imitation of Life - Thelma Ritter – Pillow Talk                          |
| Melhor Roteiro/Argumento - Original - Pillow Talk - North by Northwest - The 400 Blows - Operation Petticoat - Wild Strawberries                                                                                                   | Melhor Roteiro/Argumento - Adaptado - Room at the Top - Anatomy of a Murder - Ben-Hur - Some Like It Hot - The Nun's Story |
| Melhor Edição/Montagem - Ben-Hur - Anatomy of a Murder - North by Northwest - On the Beach - The Nun's Story | Melhor Filme Estrangeiro - Orfeu Negro (França) - Die Brücke (Alemanha Ocidental) - La Grande Guerra (Itália) - Paw (Dinamarca) - Dorp Aan de Rivier (Holanda)                                                                                             |
| Melhor Documentário em Longa-metragem - Serengeti Shall Not Die - The Race for Space | Melhor Documentário em Curta-metragem - Glas - Donald in Mathmagic Land - From Generation to Generation |
| Melhor Curta-metragem - The Golden Fish - Between the Tides - Mysteries of the Deep - The Running, Jumping and Standing-Still Film - Skyscraper                                                                                    | Melhor Animação em Curta-metragem - Moonbird - Mexicali Shmoes - Noah's Ark - The Violinist |
| Melhor Trilha Sonora/Banda Sonora/Comédia ou Drama - Ben-Hur - On the Beach - Pillow Talk - The Diary of Anne Frank - The Nun's Story                                                                                              | Melhor Canção original - "High Hopes" por A Hole in the Head - "The Best of Everything" por The Best of Everything - "The Five Pennies" por The Five Pennies - "The Hanging Tree" por The Hanging Tree - "Strange Are The Ways of Love" por The Young Land |
| Melhor Trilha Sonora/Banda Sonora/Musical - Porgy and Bess - L'il Abner - Say One for Me - Sleeping Beauty - The Five Pennies | Melhor mixagem/mistura de Som - Ben-Hur - Journey to the Center of the Earth - Libel - Porgy and Bess - The Nun's Story |
| Melhor Direção de Arte/Preto & Branco - The Diary of Anne Frank - Career - Some Like It Hot - Suddenly, Last Summer - The Last Angry Man                                                                                           | Melhor Direção de Arte/Colorido - Ben-Hur - Journey to the Center of the Earth - North by Northwest - Pillow Talk - The Big Fisherman |
| Melhor Cinematografia/Fotografia/Preto & Branco - The Diary of Anne Frank - Anatomy of a Murder - Career - Some Like It Hot - The Young Philadelphians                                                                             | Melhor Cinematografia/Fotografia/Colorido - Ben-Hur - Porgy and Bess - The Big Fisherman - The Five Pennies - The Nun's Story |
| Melhor Figurino/Guarda-Roupa/Preto & Branco - Some Like It Hot - Career - The Diary of Anne Frank - The Gazebo - The Young Philadelphians                                                                                          | Melhor Figurino/Guarda-Roupa/Colorido - Ben-Hur - Porgy and Bess - The Best of Everything - The Big Fisherman - The Five Pennies |
| Melhores Efeitos Especiais - Ben-Hur - Journey to the Center of the Earth | |

### Múltiplas indicações
- 12 indicações: Ben-Hur
- 8 indicações: The Diary of Anne Frank e The Nun's Story
- 7 indicações: Anatomy of a Murder
- 6 indicações: Room at the Top e Some Like it Hot
- 5 indicações: Pillow Talk
- 4 indicações: The Five Pennies e Porgy and Bess
- 3 indicações: The Big Fisherman, Career, Journey to the Center of the Earth, North by Northwest, Suddenly, Last Summer e The Young Philadelphians
- 2 indicações: The Best of Everything, Imitation of Life, The Last Angry Man e On the Beach